# Reinhold Busch
Pour les articles homonymes, voir Busch.
Reinhold Busch (né en 1942) est un médecin et historien allemand. Spécialiste de l'histoire des services de santé de la Wehrmacht, il a publié plusieurs ouvrages sur le sujet. 

## Biographie
Reinhold Busch naît en 1942, à Metz, en Lorraine, pendant l'annexion allemande. Après son Abitur, Reinhold Busch suit des études de médecine à Bonn et à Vienne. Il est diplômé à Bonn en 1967. Après son service militaire, effectué comme médecin, il prépare une spécialisation sur la médecine tropicale à Hambourg. De 1972 à 1975, il travaille en Afrique, en tant que médecin, au Libéria et en Zambie. 
De retour à Hagen, Reinhold Busch exerce la médecine avant de reprendre en 1988 des études de Philosophie et d'Histoire. Il effectue, en 1990, un voyage à Smolensk, qui le poussera à proposer un jumelage entre sa ville de résidence, Hagen, et Smolensk. Depuis 1995, Reinhold Busch poursuit des recherches sur les services de santé de la Wehrmacht pendant la Seconde Guerre mondiale, signant de nombreuses publications, comme auteur ou directeur de publication.

## Publications
- Das Schicksal jüdischer Familien aus Hagen : Dokumentation der Enteignung und Vertreibung von jüdischen Ärzten und Zahnärzten und der Ermordung ihrer Angehörigen, Verlag Frank Wünsche, Berlin, 2015.
- Survivors of Stalingrad : eyewitness accounts from the Sixth Army, 1942 - 1943, Frontline Books, Londres, 2014.
- Stalingrad : der Untergang der 6. Armee ; Überlebende berichte, Ares-Verlag, Graz, 2012.
- Die Ärzte von Stalingrad; Stalingrad: zurück aus der Hölle : 25 Stalingrad-Ärzte berichten vom langsamen Sterben der 6. Armee im Kessel und in der Gefangenschaft, Wünsche, Berlin, 2004-2006.
- Untersuchungen zur 24h-QT-Analyse und Herzfrequenzvariabilität im akuten Myokardinfarkt, Heidelberg, 2000.
- Die Ureterocystoneostomie, Bonn, 1970[1]